# Association des comités nationaux olympiques
Pour les articles homonymes, voir CIO.
L’Association des comités nationaux olympiques (ACNO, en anglais Association of the National Olympic Committees, ANOC) est une association sportive qui réunit tous les comités nationaux olympiques.

## Histoire
Elle a été créée lors d'une assemblée générale constitutive qui s'est tenue les 26 et 27 juin 1979 à San Juan (Porto Rico) lors de la IXe Assemblée générale des Comités Nationaux Olympiques (CNO).
Son ancêtre, la première « Assemblée générale des CNO », s'était tenue à Rome les 30 septembre, 1er et 2 octobre 1965.
Établi dans un premier temps à Paris, le siège de l'ACNO est depuis mai 2010 basé à Lausanne.

## Composition
L'ACNO réunit les CNO reconnus par le Comité international olympique. Ils sont aujourd'hui au nombre de 206, le dernier reconnu étant celui du Soudan du Sud. Les CNO sont membres de l'une des cinq associations continentales suivantes :
- Afrique : Association des comités nationaux olympiques d'Afrique (ACNOA)
- Amérique : Organisation sportive panaméricaine (ODEPA)
- Asie : Conseil olympique d'Asie (COA)
- Europe : Comités olympiques européens (COE)
- Océanie : Comités nationaux olympiques d'Océanie (ONOC)